# Karma Tenzin
Karma Tenzin, född 1 december 1972, är en bhutanesisk bågskytt. Han deltog vid olympiska sommarspelen 1992.